# Sedat Ağçay
Sedat Ağçay (* 22. September 1981 in Bulanık) ist ein türkischer Trainer und ehemaliger Fußballspieler.

## Karriere
Ağçay begann seine professionelle Karriere bei Zeytinburnuspor. Bereits nach zwei Jahren gelang ihm der Wechsel in die Süper Lig zu Gençlerbirliği Ankara. Dort wurde er jedoch an die damalige zweite Mannschaft Gençlerbirliği OFTAŞ verliehen. Es folgte eine weitere Saison auf Leihbasis bei Yozgatspor. Zum Ende der Saison 2002/03 wurde sein Vertrag bei Gençlerbirliği Ankara aufgelöst. Ağçay wechselte ablösefrei zu Elazığspor. In Elazığ spielte der Mittelfeldspieler eine halbe Saison und wechselte im Januar 2004 zu Gaziantepspor. Bei Gaziantepspor gehörte er zu den Stammspielern, jedoch ging er zur Saison 2007/08 zu Konyaspor. Für Konyaspor spielte er zwei Jahre lang.
Von 2008 bis 2012 spielte Ağçay für den Erstligisten Medical Park Antalyaspor. Am letzten Tag der Sommertransferperiode 2012 wechselte er zum Zweitligisten Adanaspor. Bereits zum Sommer verließ er Adanaspor und wechselte zum Ligakonkurrenten Şanlıurfaspor. Nach einem halben Jahr verließ er diesen Klub Richtung Istanbul Büyükşehir Belediyespor.
Im Frühjahr 2016 wechselte er zum Zweitligisten Yeni Malatyaspor. Mit diesem Verein beendete er die Saison 2016/17 als Vizemeister und stieg mit ihm in die Süper Lig auf. Zur Saison 2017/18 wurde er gemeinsam mit seinem Teamkollegen Mehmet Sak vom neuen Zweitligisten MKE Ankaragücü verpflichtet. Dort beendete er auch im August 2020 seine Karriere.

## Trainerkarriere
Im August 2022 wurde Ağçay Co-Trainer von Ömer Erdoğan bei MKE Ankaragücü. Nachdem sich Ankaragücü von Cheftrainer Erdoğan getrennt hatte, wurde Ağçay sein Nachfolger, jedoch wurde er ebenfalls nach drei Spielen im März 2023 entlassen.

## Erfolge
Mit Istanbul BB/Başakşehir
- Meister der TFF 1. Lig und Aufstieg in die Süper Lig: 2013/14

Mit Yeni Malatyaspor
- Vizemeister der TFF 1. Lig und Aufstieg in die Süper Lig: 2016/17

Mit MKE Ankaragücü
- Vizemeister der TFF 1. Lig und Aufstieg in die Süper Lig: 2017/18